# Mikael Rynell
Mikael Rynell (født 25. februar 1982) er en svensk fodboldspiller, som spiller i hjemlandet hos FC Gute.
Mikael Rynell er central midtbanespiller med en fremragende teknik. Han blev i foråret kåret som den femtebedste spiller i 1. division af sportsmagasinet SportsFan.
Rynell har den egenskab at han sparker lige godt med både højre og venstre ben, og det er ikke blevet til så få scoringer på frispark i løbet af karrieren.
Mikael Rynell kom til Herfølge på anbefaling fra den nu tidligere holdkammerat i Landskrona, Morten Avnskjold, der også tidligere har spillet i Herfølge igennem flere sæsoner. Inden opholdet i Landskrona har Mikael Rynell spillet i Hammarby IF og Brommapojkarna.

## Spillerkarriere
- Hammarby IF, SuperEttan og Allsvenskan
- Brommapojkarna, 74 kampe, SuperEttan
- Landskrona BoIS, 45 kampe, SuperEttan og Allsvenskan
- Herfølge Boldklub, 34 kampe og 11 mål, 1. division
- Esbjerg fB, 0 kampe og 0 mål, Superligaen
- Vejle-Kolding, 37 kampe og 12 mål, 1. division
- Hammarby IF